# Par motor

Curva de par y de potencia del Daewoo Matiz F8C

El par motor es el momento de fuerza que ejerce un motor sobre el eje de transmisión de potencia o, dicho de otro modo, la tendencia de una fuerza para girar un objeto alrededor de un eje, punto de apoyo o de eje de pivote. La potencia desarrollada por el par motor es proporcional a la velocidad angular del eje de transmisión, viniendo dada por:

{\displaystyle P=M\,\omega \,\!}

donde:
- {\displaystyle P\,\!} es la potencia (en W)
- {\displaystyle M\,\!} es el par motor (en N·m)
- {\displaystyle \omega \,\!} es la velocidad angular (en rad/s).

## Ejemplo

Gráfico dinámico que muestra la relación entre fuerza (F), par motor (τ), momento lineal (p), momento angular (L) y posición (r) de una partícula en rotación

Un ejemplo práctico para comprender la diferencia entre par y potencia se puede observar con una bicicleta. Para poder subir una cuesta, a una cierta velocidad, un ciclista debe realizar una fuerza determinada sobre los pedales. Esa fuerza, multiplicada por la distancia de los pedales al eje donde está alojado el plato, produce un momento de fuerza sobre el eje, o par motor. La potencia desarrollada por el ciclista dependerá de a qué velocidad esté pedaleando. Póngase por caso que el ciclista en cuestión hace una fuerza {\displaystyle F} sobre los pedales, que están a una distancia {\displaystyle r} del eje del plato. Esta fuerza genera un momento de fuerza, llamado par motor:
{\displaystyle \mathbf {M} =\mathbf {r} \times \mathbf {F} }
La potencia desarrollada es:
{\displaystyle P=\mathbf {M} \cdot \mathbf {\omega } }
Al desarrollar una potencia en un sistema mecánico, se desplaza al sistema a un punto de equilibrio entre el par motor y el par resistente, que es la oposición que el propio sistema ejerce al movimiento de sí mismo. En el ejemplo, el par resistente estaría formado por los rozamientos entre los mecanismos de la bicicleta, el rozamiento de la rueda con el suelo, el rozamiento del conjunto bicicleta-ciclista con el aire, la componente paralela a la pendiente de la fuerza, peso que genera la propia pendiente de la cuesta y la fuerza de inercia, llevando sus efectos al eje del plato. En otras palabras, es lo que "costaría" mover el pedal. El equilibrio alcanzado es el llamado punto de funcionamiento del sistema, que en el caso propuesto sería la velocidad con la que el ciclista sube la pendiente y sería particular para la velocidad con la que gira el plato.
Nótese que la velocidad máxima constante de la bicicleta estará limitada a la fuerza máxima que el ciclista sea capaz de ejercer sobre los pedales, que multiplicada por el brazo de los pedales resulta el máximo par motor, a la velocidad a la que el ciclista sea capaz de hacer girar el eje del plato y de los pedales, que multiplicada por el máximo par motor resulta la máxima potencia y a las resistencias que determinarán los diámetros requeridos del plato y del piñón, impuestas por la inclinación de la pendiente, por los rozamientos de los elementos mecánicos de la bicicleta, por el rozamiento de los neumáticos con el firme y, proporcional al cuadrado de la velocidad, por el rozamiento del conjunto ciclista-bicicleta con el aire en el sentido opuesto al sentido del avance.
En el eje de abscisas, se muestra el régimen de giro. La curva azul muestra el par motor, la curva roja, la potencia desarrollada y la verde, el consumo específico o gramos de combustible por kWh. Como se puede observar, la potencia máxima generada por el motor tiene su máximo a un régimen más elevado que el régimen de par máximo, acorde a la relación {\displaystyle P=\mathbf {M} \cdot \mathbf {\omega } } y el consumo mínimo a un régimen intermedio a los regímenes de par máximo y de potencia máxima, muy cercano al régimen de par intermedio.

## Otras consideraciones
El par motor viene determinado en los motores de combustión interna alternativos, por la presión media efectiva de la expansión de los gases sobre la cabeza del pistón. Esta presión la define la masa de la mezcla combustible-aire que se expande: cuanto mayor sea esta masa, a igual volumen de cilindro, más par. El control sobre esta masa de mezcla la tiene el mando del acelerador, que regula la entrada de más o menos combustible. Esto quiere decir que a un régimen de revoluciones determinado, el motor puede estar produciendo más o menos par. Imaginemos por ejemplo un vehículo que sube una cuesta a 3000 rpm y baja la misma cuesta al mismo régimen. En un caso el par necesario para moverlo será mayor que en el otro: este par es el que obtenemos regulando con el mando de acelerador. Esto es lo que se denomina carga motor.
Sin embargo, en los motores eléctricos el par motor es máximo al inicio del arranque, disminuyendo luego paulatinamente con el régimen. Por este motivo es el tipo de motor idóneo para tracción ferroviaria. Si se mantiene constante la tensión cuando la resistencia al giro aumenta, el par deberá aumentar para mantener las revoluciones mediante el aumento de la corriente eléctrica consumida.
En los motores de vapor, hoy día en desuso, el par era máximo ya desde el inicio del movimiento. Sin embargo, en los motores de combustión interna la zona del régimen de revoluciones en las que el par es aprovechable es bastante reducida. Esto viene determinado sobre todo por el tipo de combustión, que es muy corta en duración, especialmente en el de ciclo Otto.
En las turbinas de gas la curva que dibuja el par máximo a lo largo del régimen de revoluciones es más abrupta. Por este motivo y por su "pereza" a la hora de cambiar de régimen, las turbinas de gas se utilizan casi siempre a régimen constante fijo.
Es interesante resaltar que el máximo aprovechamiento del combustible o consumo específico, se consigue alrededor del régimen de par máximo y con el motor casi a la máxima carga, es decir, dando el par máximo.
Como normalmente es deseable que el par sea lo más regular posible en todo el régimen de giro, se han ideado métodos para conseguirlo: turbocompresor de baja carga, distribución de válvulas variable, admisión variable, etc.